# Ataenius impressus
Ataenius impressus är en skalbaggsart som beskrevs av Rudolph Petrovitz 1963. Ataenius impressus ingår i släktet Ataenius och familjen Aphodiidae. Inga underarter finns listade.